# 역곡로
역곡로(驛谷路)는 경기도 부천시 원미구 역곡1동 역곡역과 성곡동 고강지하차도사거리를 잇는 경기도의 도로이다.

## 역사
이 도로는 1999년 9월 10일에 준공되었으며 부천 출신의 영문학자이자 시인인 수주(樹州) 변영로(卞榮魯)의 문학 혼을 기리고자 그의 호를 따서 수주로라고 이름 지었다. 그러다 2011년 7월 29일부터 실시된 도로명새주소 안내를 위한 도로명 정비로 현재 명칭인 역곡로로 변경되었다. 의미는 역곡역에서 명칭을 가져온 것이다.
- 2009년 11월 12일 : 도로명을 수주로로 결정[4]
- 2010년 4월 7일 : 도로 위치 예측에 철도역 명칭을 사용하기로 결정하면서 도로명을 역곡역에서 따온 역곡로로 변경[5]

## 주요 경유지
경기도
- 부천시 원미구 (역곡동 · 춘의동) - 오정구(작동 · 고강동)

## 노선
| 이름                    | 접속 노선                   | 소재지 | 소재지 | 비고 |
| ----------------------- | --------------------------- | ------ | ------ | ---- |
| 역곡역                  |                             | 부천시 | 원미구 |      |
| 역곡북부역사거리        | 부일로                      | 부천시 | 원미구 |      |
| 농협사거리              | 지봉로                      | 부천시 | 원미구 |      |
| 역곡초교사거리          | 역곡로57번길 역곡로58번길   | 부천시 | 원미구 |      |
| 역곡초교입구 교차로     | 안곡로                      | 부천시 | 원미구 |      |
| 까치울사거리 (까치울역) | 길주로                      | 부천시 | 원미구 |      |
| 까치울사거리 (까치울역) | 길주로                      | 부천시 | 오정구 |      |
| 무릉도원사거리          | 역곡로257번길 역곡로258번길 | 부천시 |        |      |
| 시루뫼사거리            | 작동로                      | 부천시 |        |      |
| 작동 교차로             | 여월로                      | 부천시 |        |      |
| 까치울고개 교차로       | 역곡로344번길               | 부천시 |        |      |
| 신작동사거리            | 삼작로                      | 부천시 |        |      |
| 간대미사거리            | 원종로 고리울로8번길        | 부천시 |        |      |
| 고강사거리              | 역곡로481번길 역곡로482번길 | 부천시 |        |      |
| 고리울삼거리            | 역곡로504번길               | 부천시 |        |      |
| 고리울사거리            | 고강로                      | 부천시 |        |      |
| 수주삼거리              | 가로공원로                  | 부천시 |        |      |
| 고강지하차도사거리      | 봉오대로                    | 부천시 |        |      |
| 방화대로와 직결         |                             |        |        |      |

## 주요 시설 및 건물
- 역곡역 (경기도 부천시 원미구 역곡로 1)
- 산울림청소년수련관 (경기도 부천시 원미구 역곡로 149-65)
- 부천시장애인종합복지관 (경기도 부천시 원미구 역곡로 367)
- 꿈사랑지역아동센터 (경기도 부천시 오정구 역곡로 398)
- 고강파출소 (경기도 부천시 오정구 역곡로 519)
- 수주중학교 (경기도 부천시 오정구 역곡로 524)
- 수주고등학교 (경기도 부천시 오정구 역곡로 531)